# Podarcis sicula
Podarcis sicula là một loài thằn lằn trong họ Lacertidae. Chúng được Rafinesque phân loại vào năm 1810.
Nơi sinh sống bản địa của loài này là ở Bosna và Hercegovina, Croatia, Pháp, Ý, Serbia và Montenegro, Slovenia và Thụy Sĩ, nhưng chúng đã được nhập nội vào Tây Ban Nha, Thổ Nhĩ Kỳ và Hoa Kỳ. P. sicula là loài thằn lằn nhiều nhất ở phía nam Ý.
P. sicula thu hút sự chú ý năm 2008 sau khi người ta xuất bản một nghiên cứu nêu chi tiết thay đổi hình thái và hành vi riêng biệt trong một quần thể P. sicula biểu lộ sự "tiến hóa nhanh".